# Efai
L’efai (ou effiat) est une langue ou dialecte du continuum linguistique ibibio-efik parlé au Nigeria, dans l'État d'Akwa Ibom, également au Cameroun, dans la région du Sud-Ouest, autour d'Isanguele.
Le nombre de locuteurs a été estimé à 5 000.